# 음식 피라미드

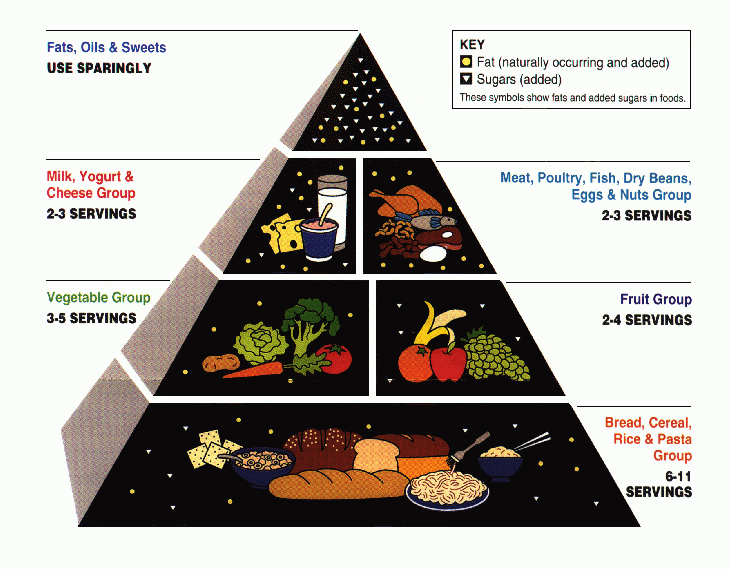
미국 농무부의 오리지널 음식 피라미드

음식 피라미드 또는 식품 피라미드(Food pyramid (nutrition))는 각 기본 식품군에서 매일 섭취해야 하는 최적의 섭취량을 나타낸다. 첫 번째 피라미드는 1974년 스웨덴에서 출판되었다. 미국 농무부(USDA)가 도입한 1992년 피라미드는 "식품 가이드 피라미드" 또는 "올바르게 먹기 피라미드"(Eating Right Pyramid)라고 불렸다. 2005년에 "마이피라미드"(MyPyramid)로 업데이트되었으며, 이후 2011년에 "마이플레이트"(MyPlate)로 대체되었다.

## 스웨덴 (기원)
1972년 식량가격이 폭등하자 스웨덴 보건복지위원회는 저렴하면서도 영양가 있는 '기본식품'과 기본식품에 부족한 영양을 더한 '보충식품'이라는 개념을 발전시켰다. 스웨덴 협동 소매 체인(Kooperativa Förbundet)의 테스트 주방 책임자인 안나-브릿 아그나세터(Anna-Britt Agnsäter)는 다음 해에 이러한 식품 그룹을 설명하는 방법에 대한 강의를 열었다. 참석자 피얄라 클레메스(Fjalar Clemes)는 바닥에 기본 식품을 표시하는 삼각형을 제안했다. 아그나세터는 이 아이디어를 최초의 식품 피라미드로 발전시켰고, 이는 1974년 KF의 Vi 매거진을 통해 대중에게 소개되었다. 피라미드는 기본적으로 우유, 치즈, 마가린, 빵, 시리얼, 감자 등 기본 식품으로 나뉘었다. 보충 야채와 과일의 큰 부분, 그리고 보충 고기, 생선, 계란의 정점에 이른다. 이 피라미드는 국립위원회의 '식이요법'과 경쟁했는데, KF는 7조각으로 나누어진 케이크를 닮았다는 점과 각 음식을 얼마나 먹어야 하는지 표시하지 않는다는 점에서 문제가 있다고 판단했다. 이사회가 피라미드와 거리를 두는 동안 KF는 피라미드를 계속 홍보했다.
식품 피라미드는 서독, 일본, 스리랑카뿐만 아니라 다른 스칸디나비아 국가에서도 개발되었다. 미국은 이후 1992년에 최초의 식품 피라미드를 개발했다.

## 비판
매일 8온스(230g)의 햄버거를 먹는 것과 같이 심장병과 관련된 특정 식단 선택은 피라미드 아래에서 기술적으로 허용되었다. 또한 피라미드에는 단백질이 풍부한 그룹("고기, 가금류, 생선, 마른 콩, 계란 및 견과류") 내에서의 차별화가 부족했다.
1991년 4월, 미국 농무부(USDA)는 가이드의 제품 전시에 대해 육류 및 유제품 로비 단체가 제기한 이의로 인해 "올바르게 먹기 피라미드"(Eating Right Pyramid) 출판을 중단했다. 이 가이드에는 추가 연구와 테스트가 필요하다는 USDA의 설명에도 불구하고, 그 내용이 추가 연구에 의해 뒷받침된 지 1년이 지나서야 올바른 식습관 피라미드가 공식적으로 출시되었다. 이번에는 업계의 우려를 해소하기 위해 가이드의 그래픽 디자인까지 변경되었다. 이 사건은 식품 산업이 자신들의 경제적 이익을 위해 연방 식이 권장 사항을 변경하려고 시도한 많은 사건 중 하나에 불과했다.

## 같이 보기
- 보건식